# Ekö, Karlshamn
Ekö är en ö i Hällaryds socken, Karlshamns kommun. Ön har en yta om 13 hektar.
Fynd visar att Ekö besöktes av människor redan under stenåldern. Troligen hade ön fast bosättning redan 1569 men med säkerhet 1624. 1660 betalade gården på ön en och en kvarts tunna torsk i årliga räntan. 1754 fanns två hushåll på Ekö och på 1810-talet fanns 28 innevånare. Sven Nilsson på Ekö "Bocke-Sven" blev 1906 den förste i Karlshamns skärgård att skaffa en båtmotor. 1920 fanns 127 bofasta och 1940 99 bofasta på ön. Därefter minskade befolkningen snabbt och från 1960-talet fanns inga helårsboende på ön. På 1970-talet skede en viss återflyttning, men de har sedan åter minskat, 2012 fanns två helårsboende på Ekö. Antalet fastigheter på ön är 32, och gamla fiskarstugor dominerar, det finns endast ett fåtal nybyggda fritidshus.
Thure Wahlström, som hade sommarhus på Ekö, gjorde en detaljerad modell av ön som finns på Karlshamns museum.